# John Curtiss
Pour les articles homonymes, voir Curtiss et John Curtis.
John Pickens Curtiss (né le 5 avril 1993 à Dallas, Texas, États-Unis) est un lanceur droitier de la Ligue majeure de baseball.

## Carrière
John Curtiss est réclamé par les Rockies du Colorado au 30e tour de sélection du repêchage amateur de 2011, mais il ignore l'offre pour plutôt rejoindre les Longhorns de l'université du Texas à Austin et signe son premier contrat professionnel avec les Twins du Minnesota, qui le repêchent en 6e ronde en 2014. Joueur de ligues mineures à partir de 2014, Curtiss est surtout employé comme lanceur de relève.
Il fait ses débuts dans le baseball majeur avec les Twins du Minnesota comme lanceur de relève le 25 août 2017 face aux Blue Jays de Toronto.